# Choerades yaeyamana
Choerades yaeyamana là một loài ruồi trong họ Asilidae. Choerades yaeyamana được Haupt & Azuma miêu tả năm 1998. Loài này phân bố ở vùng Cổ Bắc giới và châu Á.